# Олинда
Олинда (порт. Olinda) — муниципалитет в Бразилии, входит в штат Пернамбуку. Составная часть мезорегиона Агломерация Ресифи. Находится в составе крупной городской агломерации Агломерация Ресифи. Входит в экономико-статистический микрорегион Ресифи. Население составляет 391 433 человека на 2007 год. Занимает площадь 29 км². Плотность населения — 13 361 чел./км².

## История
Город основан 12 марта 1535 года.

## Статистика
- Валовой внутренний продукт на 2004 год составляет 1 551 178 000,00 реалов (данные: Бразильский институт географии и статистики).
- Валовой внутренний продукт на душу населения на 2004 год составляет 4066,00 реалов (данные: Бразильский институт географии и статистики).
- Индекс развития человеческого потенциала на 2000 год составляет 0,792 (данные: Программа развития ООН).

## География
Климат местности: тропический. В соответствии с классификацией Кёппена, климат относится к категории Aw.

## Известные уроженцы
- Барбоза, Мариу Гибсон (1918—2007) — министр иностранных дел Бразилии в 1969—1974 годах.

## Галерея

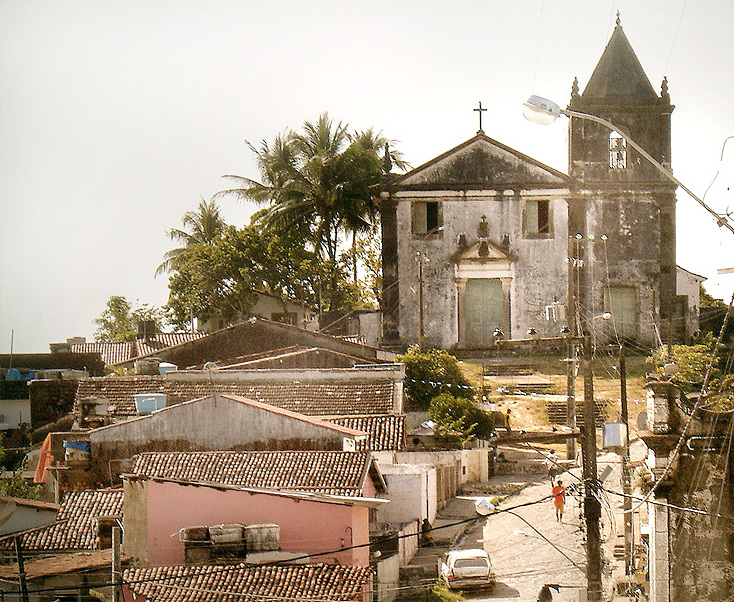
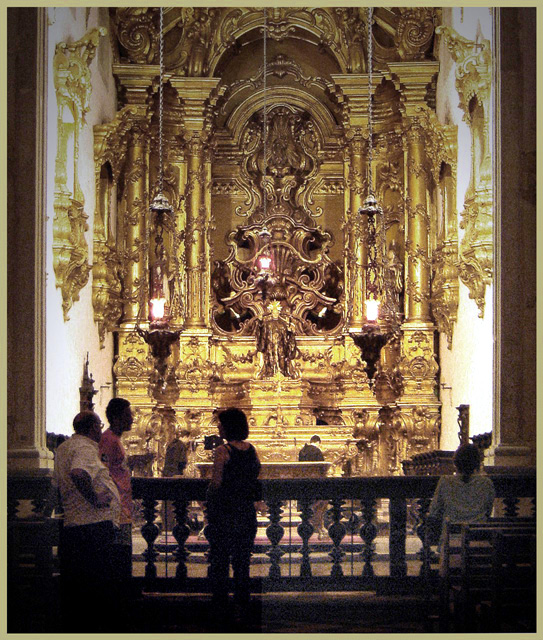
Собор
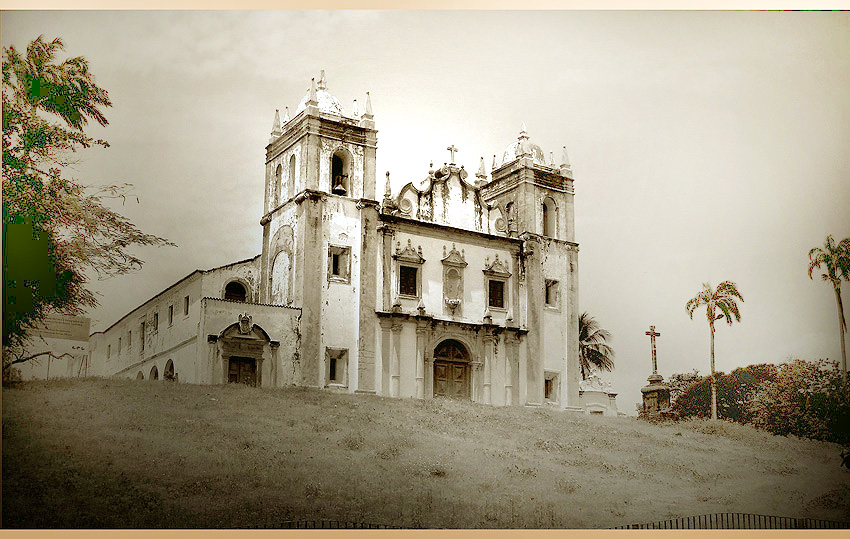
Собор
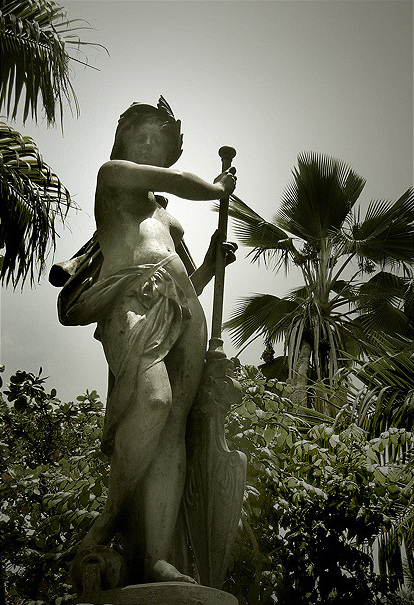